# Fontaine-lès-Dijon
 Fontaine-lès-Dijon  là một xã ở tỉnh Côte-d’Or trong vùng Bourgogne-Franche-Comté, phía đông nước Pháp. Xã Fontaine-lès-Dijon nằm ở khu vực có độ cao từ 250-337 mét trên mực nước biển.